# Żurawniki (obwód wołyński)
Żurawniki (ukr. Журавники) – wieś na Ukrainie w rejonie łuckim obwodu wołyńskiego. Wieś liczy 842 mieszkańców.
W II Rzeczypospolitej Żurawniki należały do wiejskiej gminy Brany w powiecie horochowskim w woj. wołyńskim i liczyły w 1921 roku 564 mieszkańców.
Po wojnie wieś weszła w struktury administracyjne Związku Radzieckiego.
Obecnie w skład wsi wchodzi dawne miasteczko Drużkopol.
W Żurawnikach znajduje się cerkiew z początku XX wieku.
Do 2020 w rejonie horochowskim. 